# اوسي نيكلسون
اوسي نيكلسون (بالإنجليزية: Ossie Nicholson)‏ كان دراج أسترالي.

## وصلات خارجية
- الموقع الرسمي

## روابط خارجية
- اوسي نيكلسون على موقع أرشيف الدراجات (الإنجليزية)
- اوسي نيكلسون على موقع إحصائيات الدراجات الإحترافية (الإنجليزية)